# Neusa Borges
Neusa Maria da Silva Borges (Florianópolis, 8 de março de 1942) é uma atriz e cantora brasileira. Artista profícua, é reconhecida como uma das maiores atrizes do país e uma das expoentes da cultura afro-brasileira. Borges é ganhadora de vários prêmios, incluindo um APCA, um Prêmio Contigo! de TV e um Troféu Kikito do prestigiado Festival de Gramado, além de ter sido indicada a um Prêmio Qualidade Brasil.
Borges fez sua estreia profissional na peça Hair (1969), montagem do musical da Broadway que lhe rendeu muitos elogios e um prêmio de revelação. Desde então, tornou-se uma operária do teatro integrando diversas produções de aclamação da crítica. No teatro, destacou-se em A Capital Federal (1972), A Parede (1973), Mariquinha e José de Souza Leão (1974), Inferno e Sertão (1976), São Jorge Contra os Invasores da Lua (1976), A Ópera do Malandro (1978) e Tempo Bom (1980).
Na televisão, sua estreia ocorreu em 1972 em uma participação na novela Vitória Bonelli, da TV Tupi.  Em telenovelas, Borges teve personagens importantes em Escrava Isaura (1976), Sinhazinha Flô (1977), Dancin' Days (1978), Carmem (1987), De Corpo e Alma (1992), pela qual recebeu um APCA, Quatro por Quatro(1994), A Indomada (1997), O Clone (2001), América (2005), Araguaia (2011), A Vida da Gente (2011) e Salve Jorge (2012). No entanto, nas séries, em especial de comédia, também ganhou destaque, como em Casa de Irene (1983), Rosa dos Rumos (1990), Sob Pressão (2019), Auto Posto (2020), Encantado's (2022) e Histórias (Im)Possíveis (2023).
No cinema, fez seu primeiro trabalho no romance A Moreninha (1970), mas ganhou maior reconhecimento no drama erótico A Carne (1955). Borges é reconhecida pela versatilidade, tendo atuado nos mais diversos gêneros, com destaque em Bacalhau (1975), Um Crime Nobre (2001), Uma Vida em Segredo (2001), O Herói (2004), Polaróides Urbanas (2008) e Mussum, o Filmis (2023), pelo qual recebeu o prêmio de Melhor Atriz Coadjuvante pelo Festival de Gramado.

## Biografia

### Início da vida e estudos

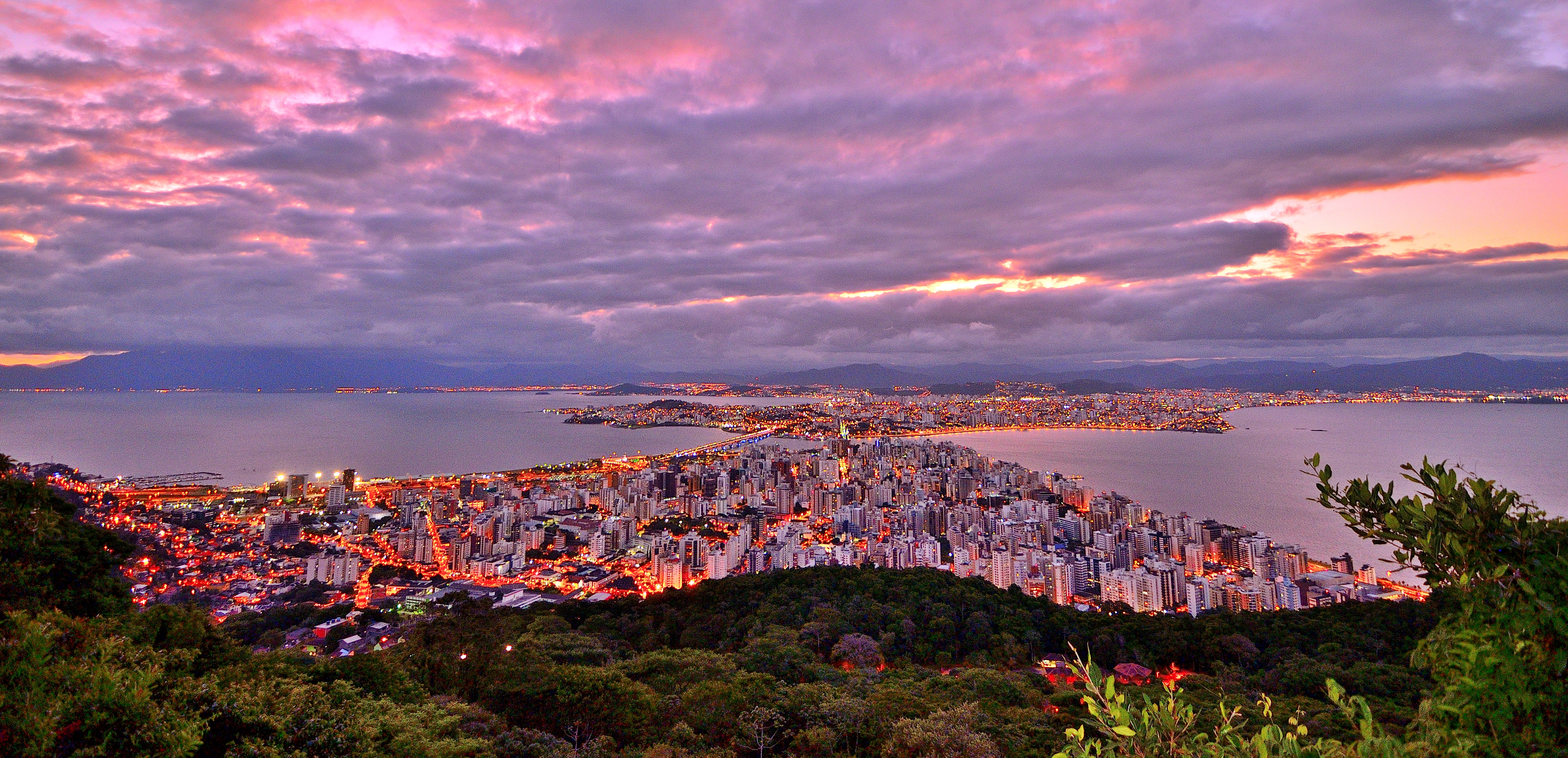
Visão panorâmica de Florianópolis, cidade natal de Neusa Borges

A artista e intérprete Neusa Maria da Silva Borges veio ao mundo em Florianópolis, Santa Catarina, em 8 de março de 1942, e ainda jovem mudou-se para Piquete, no interior de São Paulo. Desde tenra idade, Neusa revelou sua afinidade com as artes, apresentando-se com danças e canções durante seus primeiros anos escolares. Inquieta e ávida por novidades, aos 12 anos deixou o lar onde residia com sua mãe e o padrasto, buscando uma vida na cidade grande ao lado de seus tios.
Na capital paulista, prosseguiu com seus estudos e manteve viva sua paixão pela música. Aos 16 anos, passou a frequentar casas noturnas com uma amiga também aspirante a cantora. Acompanhadas pela mãe da amiga, devido à sua pouca idade, tiveram a oportunidade de conhecer artistas renomados da época, como Cauby Peixoto e Angela Maria. Antes de se firmar como cantora, Neusa trabalhou por alguns anos como auxiliar doméstica.

## Carreira

### 1969—79: Sucesso como cantora e primeiros passos como atriz
Começou sua carreira em São Paulo, como crooner de orquestra, em casas noturnas. A estreia conduzindo uma orquestra ocorreu por intermédio de um convite do maestro Clóvis Ely. Logo após, Neusa Borges entoou suas canções acompanhada pelos músicos do maestro Salgado Filho, impulsionando sua carreira. Seu primeiro contrato fonográfico foi firmado com a Polydor Records, devido ao êxito que alcançara em Hair, em uma das montagens do musical no Brasil, realizada em 1969. No entanto, o estilo de cabelo black power utilizado em Hair resultou em enfrentamentos racistas para a atriz, que conta em entrevista ao Memória Globo: "Sofri muitos ataques, fui chamada de macaca, imunda, e outras ofensas, vocês nem imaginam. Eu tinha que usá-lo, pois era algo associado ao movimento hippie, e a peça era sobre isso. Mas sei o que passei com aquele cabelo".
Em 1970, fez sua estreia no cinema com uma pequena participação no romance musical A Moreninha, dirigido por Glauco Mirko Laurelli e estrelado por Sônia Braga e Reginaldo Faria, onde aparecia somente sua voz. Neste período inicial de sua trajetória profissional, Borges atuou em diversas emissoras de televisão renomadas.  Em 1972, fez sua estreia em telenovelas atuando em Vitória Bonelli, da TV Tupi, em um participação especial como ela mesma. Ainda na Tupi, Neusa atou na novela Venha Ver o Sol na Estrada (1973) e fez uma participação especial em A Viagem (1975), além do mais, presenciou a performance do grupo Jackson Five em 1974. Antes disso, na TV Globo, participou de programas com plateia, incluindo o Programa Silvio Santos e atuou como jurada no Cassino do Chacrinha.
O ano de 1975 foi prolífico para a atriz no cinema. Neusa atuou no filme A Carne (1975), um drama erótico protagonizado por Selma Egrei, sendo dirigida por J. Marreco, onde interpreta "Marciana", sendo esse seu primeiro personagem de fato no cinema. Foi dirigida por Héctor Babenco em O Rei da Noite, estrelado por Paulo José no papel de um homem boêmio, onde Neusa interpreta uma prostituta que aparece em uma das aventuras do protagonista. Neste ano ainda, aparece na comédia Bacalhau, dirigido por Adriano Stuart, que é uma paródia do filme Tubarão, de Steven Spielberg, produzido no ano anterior, interpretando "Carmem".

Em 1976, faz sua estreia em telenovelas da TV Globo no fenômeno de audiência Escrava Isaura, de Gilberto Braga, adaptação do livro homônimo de Bernardo Guimarães. Interpretando o papel da escrava "Rita", teve a oportunidade de atuar ao lado de uma de suas inspirações profissionais, a atriz Léa Garcia. Inicialmente prevista para aparecer em apenas três capítulos, Neusa acabou por permanecer no elenco durante toda a novela devido ao impacto de sua atuação. Em 1977, esteve na novela Dona Xepa, interpretando a empregada "Rosemary", que precisa cuidar de sua filha ao mesmo tempo que batalha para se manter. Em seguida, atua em Sinhazinha Flô (1977), destacando-se no papel de "Zana", ama de leite que resgatou a protagonista "Flor" (Bete Mendes) na infância, mas perdeu a sanidade ao enfrentar um choque no passado que a deixou traumatizada.

"Como cantora cheguei ao auge porque fui a primeira pessoa a gravar a música Folhetim e parou o Brasil. Aí, o que fizeram com a minha carreira… que dali eu nunca mais quis saber de abrir a boca nem para cantar Nana, Neném para as minhas filhas. Parei o Brasil, as pessoas em casa esperando a Madá cantar".

— Borges sobre a carreira em entrevista ao programa Conversa com Bial, em 2022.
Com o destaque de sua atuação como "Zana" em Sinhazinha Flô, recebeu um convite para atuar no filme A Deusa Negra (1978), de Ola Balogun, uma coprodução entre Brasil e Nigéria. No teatro, integra o elenco do aclamado musical A Ópera do Malandro, de Chico Buarque, no papel de Shirley Paquete. Nesta época, teve um de seus maiores destaques na televisão em Dancin' Days (1978), novela contemporânea do horário nobre da TV Globo, em sua segunda parceria com o autor Gilberto Braga. Na trama, ela interpreta "Madalena", companheira de cela no tempo de prisão da protagonista "Júlia" (Sônia Braga), de quem se torna uma grande amiga quando ganha liberdade. No entanto, em entrevistas, a atriz revela que este período de sua carreira não foi positivo para ela, pois ela vinha de um grande sucesso na indústria musical que estava sendo apagado ao longo do tempo com personagens cada vez mais coadjuvantes na televisão.

### 1980—89: Instabilidades financeiras e retorno ao estrelato
Durante a década de 1980, Borges passou por algumas mudanças e instabilidades em sua carreira, não obtendo contrato fixo com uma emissora. Ela teve breves passagens por diferentes emissoras. Em 1980, transfere-se para a Band TV para atuar na novela O Meu Pé de Laranja Lima, de Ivani Ribeiro, onde interpreta "Eugênia", empregada doméstica na casa de "Cecília" (Regina Braga), uma mulher apaixonada que não sai do terreiro de macumba para ganhar seu homem. No mesmo ano, retorna ao papel secundário de uma criada em A Deusa Vencida, mais uma parceria com Ivani Ribeiro, que trabalha na casa da protagonista. Neste ano, estrela com Grande Otelo o espetáculo Tempo Bom. Em 1981, viajou para a França para atuar na série Salut Champion, em uma participação especial como a mãe de Zezé. Atuou na novela de romance As Cinco Panelas de Ouro, na TV Cultura, no papel de "Dona Gegê".
Em 1983, retornou à TV Globo para atuar na minissérie Parabéns pra Você, escrita por Bráulio Pedroso, em uma participação especial no papel de "Rosa". Assinou contrato com a Band TV para trabalhar na novela Maçã do Amor (1983), interpretando "Astrides", e para compor o elenco estelar da série de comédia Casa de Irene (1983), estrelada por Nair Bello, onde ela deu vida à cômica "Shirley Temple", uma mulher que vivia exibindo seus maus dotes como cantora. No ano seguinte, em 1984, transfere-se para o SBT, atuando em Jerônimo, como "Gumercinda".

Em 1985, na TV Globo, atua na grande produção Grande Sertão: Veredas, de Walter George Durst, baseada na obra de Guimarães Rosa, como "Engrácia", experimentando um tipo diferente de produção em sua carreira. Em 1986, Neusa fez seu retorno às telenovelas da emissora em Selva de Pedra,  releitura da telenovela homônima de Janete Clair, onde interpreta uma personagem inédita na trama, "Creusa", cozinheira da Pensão Palácio, que hospeda os protagonistas da trama.

"Todo mundo dizia que eu estava incorporada. Foi a época que ganhei mais dinheiro na minha vida. Chegava na Manchete eram caixas de champanhe de presente para a Pomba Gira, ganhei joias, ganhei até na loteria, relembrou ela, bem-humorada. "Os padres diziam que a Pomba Gira ia acabar com a minha vida, eu a queria de volta".

— Borges sobre sua participação em Carmem, em entrevista ao programa Conversa com Bial em 2022.
Em 1987, Neusa recebeu um convite para um de seus papéis mais marcantes e discutidos na televisão: a representação da entidade espiritual "Pomba Gira" na novela Carmem, de Glória Perez, na TV Manchete. Este personagem desempenhou um papel central na trama, sendo procurado pela protagonista "Carmem", interpretada por Lucélia Santos, para estabelecer um pacto. Na época da produção, Neusa enfrentava uma crise financeira grave, acabara de perder o marido e compartilhava um apartamento com sua mãe e suas duas filhas, onde até dormiam no chão. O convite para participar da novela veio inesperadamente, através de uma ligação em um orelhão público na Cohab de São Paulo, feita pela TV Manchete.
Sua interpretação recebeu elogios fervorosos da crítica e do público, embora tenha gerado algumas controvérsias. Para dar vida à "Pomba Gira", Neusa conta que buscou orientação com uma amiga transformista chamada Marlene Casanova, que a auxiliou na construção do personagem. Ela recorda que, após a transformação, até mesmo crianças, inclusive suas próprias filhas, sentiam medo ao encontrá-la pessoalmente, tamanho era o realismo de sua atuação. Em 1988, é dirigida por Bruno Barreto em uma aparição no filme de comédia dramática Romance da Empregada, estrelado por Betty Faria, onde deu vida a uma manicure.

### 1990—99: Retorno à TV Globo e reconhecimento da crítica
Em 1990, continuou com seu contrato na Manchete atuando especialmente em algumas minissérie da emissora. Esteve no elenco de principal de Escrava Anastácia, que contava a história de uma escrava que chamava atenção por sua beleza e poder de cura. Na trama, Neusa era a escrava "Das Dores". Fez uma participação especial em um episódio da série Mãe de Santo, que acompanhava a mãe de santo "Ialorixá" (Zezé Motta) em diferentes histórias em seu terreiro. Neusa também foi escalada para interpretar "Mercês" na série Rosa dos Rumos. Com o fim de seu contrato na emissora, voltou à TV Globo em uma participação especial na novela do horário nobre Rainha da Sucata, de Sílvio de Abreu, interpretando "Inês", carcereira que humilha "Maria do Carmo" (Regina Duarte) e "Dalva" (Neuza Amaral), na cadeia. Em seguida, voltou a interpretar "Pomba Gira" em uma participação especial na novela Pedra sobre Pedra (1992).
Neusa iniciou uma parceria com a escritora Glória Perez ao atuar em Carmem (1987). O desempenho na trama a fez se tornar uma figura recorrente nas obras da autora. Em 1992, Perez convidou a atriz para atuar em De Corpo e Alma, trama exibida às 21h na TV Globo. Na trama, ela interpreta "Terê", uma mulher que enfrenta um drama ao descobrir que seu filho biológico foi trocado na maternidade e criado até então por "Caíque" (José Mayer) e "Bia" (Maria Zilda Bethlem). Este trabalho ficou marcado na carreira da atriz a trazendo em um personagem mais complexo, fugindo dos estereótipos de empregada doméstica secundária que haviam marcado a carreira da atriz na emissora até então. A performance dramática de Neusa foi elogiada pela crítica e público e ela foi agraciada com o prestigiado Prêmio APCA de Melhor Atriz Coadjuvante de Televisão.
Em 1993 participou do episódio "Anjos Marginais" da série Você Decide e foi escalada para o elenco da novela Quatro por Quatro (1994), de Carlos Lombardi, interpretando "Teresa", uma confidente e amiga leal de "Auxiliadora" (Elizabeth Savala), com quem estabelece uma forte parceria. Em 1996, está no elenco da novela O Rei do Gado, de Benedito Ruy Barbosa, aparecendo esporadicamente como "Marta", governanta do apartamento de "Bruno Mezenga" (Antônio Fagundes) no Rio de Janeiro.
Em 1997, destaca-se no elenco de A Indomada, de Aguinaldo Silva, pela qual foi honrada com o Prêmio Contigo! de TV de Melhor Atriz Coadjuvante de Novela. Ela esteve em todas as fases da novela e, ao longo da história, a personagem de Neusa, "Florência", atravessava as diferentes fases da vida, desde a juventude até a maturidade, culminando em sua velhice. Na trama, Neusa interpreta uma figura crucial: a babá da família, cujas raízes remontam aos escravizados que serviram aos Mendonça e Albuquerque. Dotada de poder devido ao conhecimento de todos os segredos da casa, ela é a única capaz de impor limites aos excessos de "Altiva" (Eva Wilma), por razões inicialmente obscuras. Seu afeto por "Eulália" (Adriana Esteves) é transferido para "Helena" (Adriana Esteves), destacando seu papel como elemento de estabilidade na trama, intervindo com sabedoria em todas as situações.
Em 1998, estrelou como "Marlene" o episódio "Trabalho Escravo" da série Você Decide e foi convidada especial no episódio "As Escolhas" da série Mulher, que abordava dramas do universo feminino sob a cada episódio. Neste ano ainda, ela apareceu no telefilme especial de fim de ano Xuxa Especial: Uma Carta para Deus, como "Luz".

### 2000—16: Prosseguimento da carreira e dificuldades

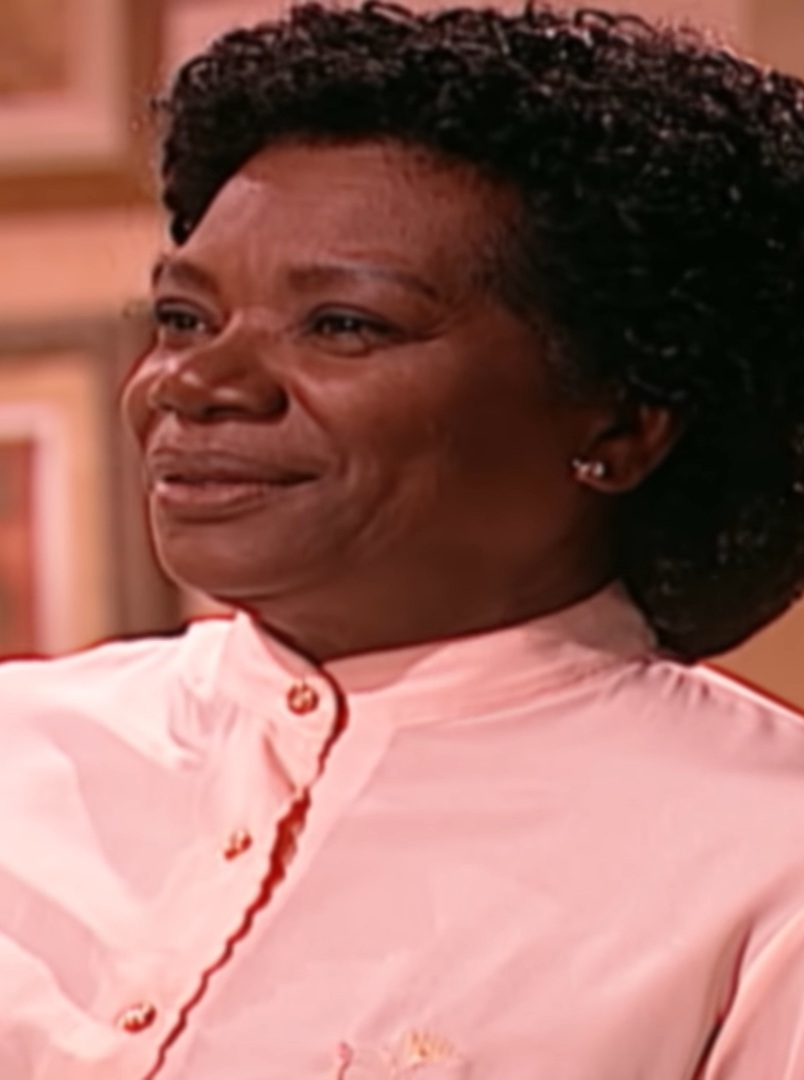
Borges como "Dalva" em cena de O Clone, em 2001.

Em 2000, foi convidada para protagonizar novamente um episódio do Você Decide, desta vez no papel-título do episódio "Mãe Preta". Em 2001, após treze anos afastada, volta aos cinemas com participações nos filmes dramáticos Um Crime Nobre e Uma Vida em Segredo. Neste ano, ainda, é escalada para um importante papel em O Clone, novela de Glória Perez. Sua personagem, "Dalva", cuidou dos gêmeos "Lucas" e "Diogo" (Murilo Benício) desde o nascimento. Carinhosa, maternal e alegre, ela não consegue compreender a clonagem humana, optando por explicações sobrenaturais para justificar a presença de Leandro (Murilo Benício) em suas vidas. Desconfiada profundamente de "Albieri" (Juca de Oliveira), a quem vê como um espertalhão bem-sucedido, ela não confia no projeto que ele conduz com os rebanhos de "Leônidas" (Reginaldo Faria).
Em 2004, atuou numa produção internacional entre Angola, França e Portugal, o filme O Herói, de Zezé Gamboa, que conta as memórias de guerra de um soldado angolano. Após se recuperar do acidente sofrido no desfile da escola de samba Unidos da Tijuca, ocorrido em 2003, Neusa voltou a trabalhar na televisão na novela América, novamente à convite de Glória Perez. Na trama, Neusa assumiu o papel de "Diva", uma personagem extremamente popular que formava uma dupla com "Feitosa", interpretado por Ailton Graça, seu filho na história. Seu desejo era casar "Feitosa" com "Creusa", vivida por Juliana Paes, uma falsa beata que posteriormente foi desmascarada. Em 2007, participa de um episódio de A Diarista e integra o grande elenco da minissérie Amazônia, de Galvez a Chico Mendes, interpretando "Zefinhna" na primeira fase.
Em 2008, recebeu uma nomeação ao Prêmio Qualidade Brasil por seu desempenho no filme cômico Polaróides Urbanas, de Miguel Falabella, onde ela atuou ao lado de nomes como Marília Pêra, Arlete Salles e Natália do Valle. Na televisão, esteve nos seriados Casos e Acasos, da TV Globo, e Alice, da HBO. Em 2009, volta às novelas em Caminho das Índias, sua quinta novela em parceria com Glória Perez. Na trama, vive "Iracema",  uma mulher batalhadora e mãe dedicada, ela enfrenta inúmeros desafios após seu filho "Ademir" (Sidney Santiago) desenvolver uma doença mental. Enfrentou até mesmo o abandono por parte do marido quando os primeiros sintomas da doença do filho surgiram, assumindo sozinha a responsabilidade de cuidar dele e do filho mais novo, "Maico" (Mussunzinho).

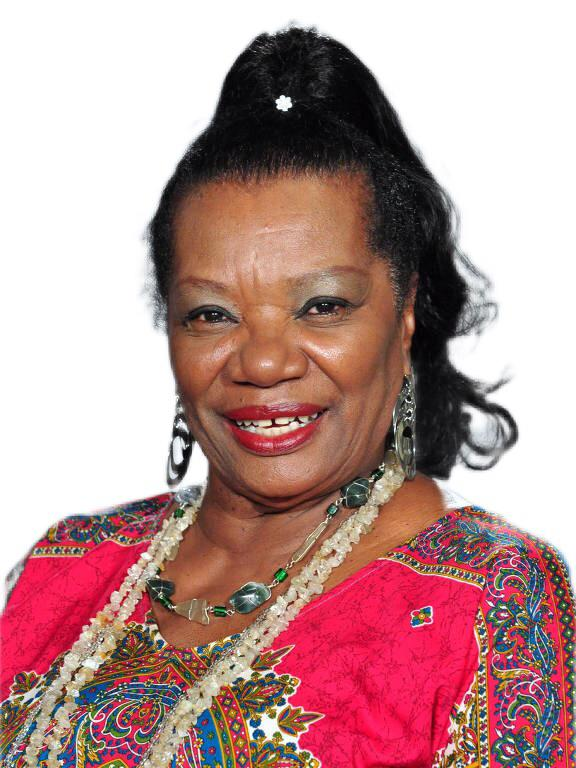
Borges em 2012

Em 2011, esteve na novela Araguaia, de Walther Negrão, como "Ivete", personagem que caiu no gosto do público. Sua personagem, após se tornar uma mendiga, perambulava pelas ruas acompanhada por uma carroça cheia de cachorros, alternando entre momentos de maior e menor lucidez. Para interpretar esse papel, Neusa Borges teve que superar seu medo de cães. Neste ano ainda, foi convidada pessoalmente pelo diretor Jayme Monjardim para integrar o elenco da novela A Vida da Gente, de Lícia Manzo, onde interpreta a doce "Maria". Ao longo das gravações, a atriz sofreu um AVC e precisou se afastar da produção por um período. Em 2012, interpreta a fofoqueira "Dona Diva" em Salve Jorge, de Glória Perez, que é a dona de um estabelecimento no Morro do Alemão e está sempre envolvida na vida dos moradores.
Após as gravações de Salve Jorge, a atriz não teve seu contrato renovado com a TV Globo. Ela passou por um período sem trabalhos, aparecendo apenas em uma participação especial na novela Boogie Oogie, em 2014, no papel da cartomante "Madame Naná". Neusa foi morar em Salvador, onde tornou-se proprietária de um brechó, que acabou vendendo no início de 2021. Frequentemente, a atriz ia em programa de televisão e fazia queixas da falta de convites para atuar. Em 2016, foi convidada para a telenovela Escrava Mãe, da RecordTV, como "Mãe Quitéria".

### 2018—presente: Retomada da carreira e reconhecimento cinematográfico

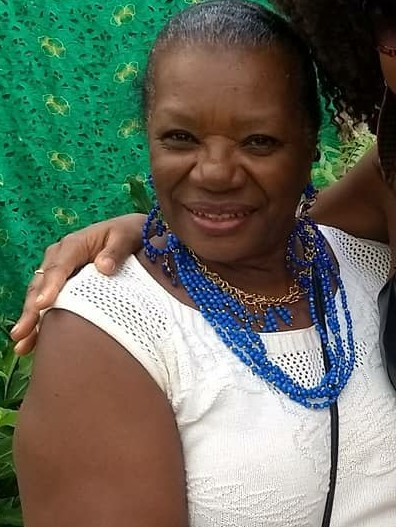
Borges em 2018.

Em 2018, a atriz voltou a trabalhar em um set de gravação com uma participação especial no episódio "O Juíz" da série Xilindró, do Multishow. Neste ano, gravou a novela portuguesa Valor da Vida, da TVI, que teve cenas gravadas na Chapada Diamantina e em Salvador, onde interpretou a baiana "Roseli Ferreira". Em 2019, após se recuperar de dois AVCs, foi convidada pelo diretor Andrucha Waddington para uma participação na série Sob Pressão, como "Lindacir", uma mulher de saúde frágil que é atendida pelos médicos "Carolina" (Marjorie Estiano) e "Evandro" (Júlio Andrade). Nos anos recentes, a atriz voltou a ter destaque em produções e novos convites passaram a surgir. Em entrevistas, ela conta estar vivendo o melhor período de sua carreira, a qual é marcada por períodos de dificuldades. Em 2020, atuou no elenco principal da série Auto Posto, do Comedy Central, que conta a história da rotina de um típico posto de gasolina em uma cidade brasileira, onde ela interpreta a frentista "Bernadete".
Em 2022, intensificou suas aparições no cinema, fazendo participações em três filmes de comédia, incluindo Juntos e Enrolados, Vale Night e Barba, Cabelo & Bigode, todos de diferentes diretores de cinema. Ainda em 2022, Borges integra o elenco da série Encantado's, do Globoplay. A história se passa em Encantado, bairro que compõe a região do Méier, no subúrbio do Rio e é lá que os irmãos Eraldo (Luís Miranda) e Olímpia (Vilma Melo), que herdaram um mercadinho do pai, que morreu recentemente. Neusa assumiu o papel de "Tia Ambrosia", uma figura cativante que desempenha o cargo de fiscal de caixa no comércio e faz parte do grupo de compositoras da agremiação. Além de ser fofoqueira, também é conhecida como mãe de santo e rezadeira local, sendo reverenciada por sua sabedoria, sendo uma voz respeitada na comunidade.
Em 2023, conquistou a aclamação da crítica por sua performance na cinebiografia Mussum, o Filmis, de Silvio Guindane, que traz Aílton Graça no papel do ator e comediante Mussum. Na trama, Neusa compartilha o papel de "Malvina", a mãe de Mussum, com Cacau Protásio em diferentes fases da vida. O trabalho também foi especial por marcar um reencontro da atriz com Aílton Graça novamente no papel de mãe e filho, após o sucesso de ambos na novela América, de 2005. Borges teve seu desempenho elogiado por suas cenas de emoção como uma mãe preocupada com o filho, sendo contemplada com o prêmio de Melhor Atriz Coadjuvante no tradicional Festival de Cinema de Gramado.
Também em 2023, protagoniza o episódio "Levante" na série antológica Histórias (Im)Possíveis, dedicado ao Dia da Consciência Negra. O enredo acompanha os personagens que trabalham na fazenda onde a roteirista "Janaína" (Grace Passô), que é negra, se encontra com o restante da equipe de autores de um projeto audiovisual, todos eles brancos. Quando o líder da equipe, "Pedro" (Guilherme Fontes), desaparece misteriosamente, "Janaína" inicia uma investigação para desvendar o mistério e acaba descobrindo o verdadeiro propósito da fazenda, assim como os planos ocultos dos funcionários do local. Esteve na terceira temporada da série A Divisão, formando com Tony Tornado o casal de pais do protagonista "Delegado Mendonça" (Silvio Guindane). No cinema, está em As Aparecidas, último trabalho da atriz Eva Wilma, e A Festa de Léo. Em 2024, atua na segunda temporada de Encantado's, na TV Globo.

## Vida pessoal
Neusa Borges é conhecida por ser uma pessoa extremamente sincera e verdadeira. Em entrevista, a atriz revelou ter casado oito vezes em sua vida. A atriz tem duas filhas, Ondina Antonio e Priscila Antonio.
Em 2003, durante um desfile pela escola de samba Unidos da Tijuca, Neusa caiu do carro alegórico. A atriz sofreu uma fratura na bacia. O carro em que Neusa estava vinha sofrendo problemas desde o início do desfile, com uma roda quebrada. Depois do ocorrido, Neusa foi socorrida pelo corpo de bombeiros e levada ao hospital Souza Aguiar, no centro do Rio de Janeiro. Transferida para uma clínica particular, Neusa foi submetida a uma cirurgia e foi preciso colocar 22 parafusos na bacia e uma placa de titânio no joelho. Após uma ação judicial, a atriz ganhou direito de ser indenizada em mais de R$ 700 mil pela escola.

## Teatro
| Ano  | Título                                                  | Personagem      | Direção                      |
| ---- | ------------------------------------------------------- | --------------- | ---------------------------- |
| 1969 | Hair                                                    |                 | Ademar Guerra                |
| 1972 | A Capital Federal                                       |                 | Flávio Rangel                |
| 1973 | A Parede                                                |                 |                              |
| 1974 | A Mulher que Mordeu a Careca de Santo Antônio           |                 |                              |
| 1974 | Mariquinha e José de Souza Leão                         | Mariquinha      |                              |
| 1974 | A Sedutora Maldita                                      |                 |                              |
| 1976 | A Moça que Beijou um Jumento Pensando em Roberto Carlos |                 |                              |
| 1976 | Antônio de Lisboa e as Sereias do Fundo do Mar          |                 |                              |
| 1976 | Inferno e Sertão                                        |                 |                              |
| 1976 | São Jorge Contra os Invasores da Lua                    |                 |                              |
| 1978 | A Ópera do Malandro                                     | Shirley Paquete | Luís Antônio Martinez Corrêa |
| 1980 | Tempo Bom                                               |                 |                              |

## Filmografia

### Televisão
| Ano           | Título                             | Papel                              | Notas                                            |
| ------------- | ---------------------------------- | ---------------------------------- | ------------------------------------------------ |
| 1972          | Vitória Bonelli                    | Neusa                              |                                                  |
| 1973          | Venha Ver o Sol na Estrada         | Cibele                             |                                                  |
| 1975          | A Viagem                           | Escrava de Carlota                 | Participação especial                            |
| 1975          | Teatro 2                           | Americana                          | Episódio: "Terra Natal"                          |
| 1976          | Escrava Isaura                     | Rita                               |                                                  |
| 1977          | Dona Xepa                          | Rosemary                           |                                                  |
| 1977          | Sinhazinha Flô                     | Zana                               |                                                  |
| 1978          | Dancin' Days                       | Madalena de Jesus (Madá)           |                                                  |
| 1979          | Plantão de Polícia                 | —                                  | Episódio: "O Estrangulador da Praça Tiradentes"  |
| 1980          | O Meu Pé de Laranja Lima           | Eugênia                            |                                                  |
| 1980          | A Deusa Vencida                    | Narcisa                            |                                                  |
| 1981          | Salut Champion                     | La mère de Zezé                    | Episódio: "La perle du Brésil"                   |
| 1982          | As Cinco Panelas de Ouro           | Gegê                               |                                                  |
| 1983          | Parabéns pra Você                  | Rosa                               |                                                  |
| 1983          | Maçã do Amor                       | Clarita                            |                                                  |
| 1983–85       | Casa de Irene                      | Shirely Temple                     |                                                  |
| 1984          | Jerônimo                           | Gumercinda                         |                                                  |
| 1985          | Grande Sertão: Veredas             | Engrácia                           |                                                  |
| 1986          | Selva de Pedra                     | Creusa                             |                                                  |
| 1987          | Carmem                             | Pombagira                          |                                                  |
| 1990          | Escrava Anastácia                  | Maria das Dores (Das Dores)        |                                                  |
| 1990          | Rosa dos Rumos                     | Mercedes (Mercês)                  |                                                  |
| 1990          | Rainha da Sucata                   | Carcereira Inês                    |                                                  |
| 1990          | Mãe de Santo                       | Dona Conceição                     |                                                  |
| 1992          | Pedra sobre Pedra                  | Pombagira                          | Participação especial                            |
| 1992          | De Corpo e Alma                    | Tereza dos Anjos (Terê)            |                                                  |
| 1993          | Você Decide                        |                                    | Episódio: "Anjos Marginais"                      |
| 1994          | Quatro por Quatro                  | Teresa                             |                                                  |
| 1996          | O Rei do Gado                      | Marta                              | Participação especial                            |
| 1997          | A Indomada                         | Florência de Sousa                 |                                                  |
| 1998          | Você Decide                        | Marlene                            | Episódio: "Trabalho Escravo"                     |
| 1998          | Mulher                             | Elza                               | Episódio: "As Escolhas"                          |
| 1998          | Xuxa Especial: Uma Carta para Deus | Luz                                | Telefilme                                        |
| 1999          | Você Decide                        |                                    | Episódio: "Na Passarela do Samba"                |
| 2000          | Você Decide                        | Mãe Preta                          | Episódio: "A Mãe Preta"                          |
| 2001          | O Clone                            | Dalva Fróes                        |                                                  |
| 2005          | América                            | Divinéia Feitosa (Diva)            |                                                  |
| 2007          | A Diarista                         | Jupiara dos Santos                 | Episódio: "Mãe Só Tem Duas"                      |
| 2007          | Amazônia, de Galvez a Chico Mendes | Josefa (Zefinha)                   |                                                  |
| 2008          | Casos e Acasos                     | Empregada                          | Episódio: "O Triângulo, a Tia Raquel e o Pedido" |
| 2008          | Casos e Acasos                     | Carmen                             | Episódio: "A Escolha, a Operação e a Outra"      |
| 2008          | Alice                              | Gildete                            | Episódio: "Wonderland"                           |
| 2009          | Caminho das Índias                 | Iracema de Souza (Cema)            |                                                  |
| 2011          | Araguaia                           | Ivete Valadares                    |                                                  |
| 2011          | A Vida da Gente                    | Maria Gomes                        |                                                  |
| 2012          | Salve Jorge                        | Divinéia Feliciano da Silva (Diva) |                                                  |
| 2014          | Boogie Oogie                       | Madame Naná                        | Episódios: "20–27 de dezembro"                   |
| 2016          | Escrava Mãe                        | Mãe Quitéria                       | Episódios: "31 de maio-3 de junho"               |
| 2018          | Xilindró                           | Marilack                           | Episódio: "O Juíz"                               |
| 2018          | Valor da Vida                      | Roseli Ferreira Rocha              |                                                  |
| 2019          | Sob Pressão                        | Lindacir Pinheiro da Silva         | Episódio: "30 de maio"                           |
| 2020–23       | Auto Posto                         | Bernadete                          |                                                  |
| 2022-presente | Encantado's                        | Tia Ambrósia Ponza                 |                                                  |
| 2023          | Tributo                            | Ela Mesma                          | Episódio: "Léa Garcia"                           |
| 2023          | A Divisão                          | Amélia Mendonça                    | Temporada 3                                      |
| 2023          | Histórias (Im)Possíveis            | Benedita (Benê)                    | Episódio: "Levante"                              |
| 2024          | Cosme e Damião: Quase Santos       | Tia Meire                          | Episódio: "Minha Vó Tá Maluca"                   |
| 2025          | Tributo                            | Ela Mesma                          | Episódio: "Neusa Borges"                         |

### Cinema
| Ano  | Título                                               | Papel                   | Notas            |
| ---- | ---------------------------------------------------- | ----------------------- | ---------------- |
| 1970 | A Moreninha                                          |                         | Apenas voz       |
| 1975 | A Carne                                              | Marciana                |                  |
| 1975 | Bacalhau                                             | Carmem                  |                  |
| 1975 | O Rei da Noite                                       | Prostituta              |                  |
| 1977 | Paranóia                                             | Gracinha                |                  |
| 1978 | A Deusa Negra                                        |                         |                  |
| 1979 | Sábado Alucinante                                    | Mulata                  |                  |
| 1979 | Lerfá Mú                                             |                         |                  |
| 1988 | Romance da Empregada                                 | Manicure                |                  |
| 2001 | Um Crime Nobre                                       | Filomena                |                  |
| 2001 | Uma Vida em Segredo                                  | Jovina                  |                  |
| 2004 | O Herói                                              | Flora                   |                  |
| 2008 | Polaróides Urbanas                                   | Dona Crioula            |                  |
| 2009 | Maribondo Amarelo                                    | Velha                   | Curta-metragem   |
| 2010 | Os Sonhos de um Sonhador: A História de Frank Aguiar | Dona Chica              |                  |
| 2011 | As Mães de Chico Xavier                              | Governanta              |                  |
| 2013 | Aos Ventos que Virão                                 | Velha Joaquina          |                  |
| 2016 | Anita                                                | Onoriana Silva          |                  |
| 2022 | Juntos e Enrolados                                   | Margarete               |                  |
| 2022 | Vale Night                                           | Vó Daiana               |                  |
| 2022 | Barba, Cabelo & Bigode                               | Dona Espir dos Santos   | Original Netflix |
| 2023 | Mussum, o Filmis                                     | Malvina Bernardes Gomes | [ 57 ]           |
| 2023 | As Aparecidas                                        | Amiga de Otília         | [ 54 ]           |
| 2024 | Uma Babá Gloriosa                                    | Madre Beatriz           | [ 58 ]           |
| 2024 | A Festa de Léo                                       | Dona Nazica (Bisa)      | [ 59 ]           |

### Videoclipes
| Ano  | Título    | Artista                                           |
| ---- | --------- | ------------------------------------------------- |
| 2009 | Dona Cila | Maria Gadú, composição dedicada à avó da cantora. |

## Prêmios e indicações
| Ano  | Associações                   | Categoria                                   | Nomeações          | Resultado | Ref.   |
| ---- | ----------------------------- | ------------------------------------------- | ------------------ | --------- | ------ |
| 1992 | Prêmio APCA de Televisão      | Melhor Atriz Coadjuvante — Televisão        | De Corpo e Alma    | Venceu    | [ 24 ] |
| 1997 | Prêmio Contigo! de TV         | Melhor Atriz Coadjuvante de Novela ou Série | A Indomada         | Venceu    | [ 60 ] |
| 2005 | Diploma Comigo Ninguém Pode   | Melhor Atriz Coadjuvante                    | América            | Venceu    |        |
| 2008 | Prêmio Qualidade Brasil       | Cinema: Melhor Atriz Coadjuvante            | Polaróides Urbanas | Indicada  |        |
| 2009 | Troféu Top of Business        | Destaque do Ano — Melhor Atriz em Televisão | Caminho das Índias | Venceu    | [ 61 ] |
| 2022 | Prêmio Ubuntu de Cultura      | Contribuição Artística à Cultura Negra      | —                  | Venceu    | [ 62 ] |
| 2022 | Pena de Prata                 | Melhor Elenco em Série de Comédia           | Encantado's        | Indicada  | [ 63 ] |
| 2023 | Festival de Cinema de Gramado | Melhor Atriz Coadjuvante                    | Mussum, o filmis   | Venceu    | [ 40 ] |
| 2023 | Prêmio Potências!             | Atriz do Ano                                | Mussum, o filmis   | Indicada  | [ 64 ] |
| 2024 | Festival Sesc Melhores Filmes | Melhor Atriz Nacional                       | Mussum, o filmis   | Indicada  | [ 65 ] |